# François-Augustin Brichet
François-Augustin Brichet (28 août 1764, Contigné - 2 février 1842, Angers) est un homme politique français.

## Biographie
Fils d'un notaire, qui lui transmit sa charge, il est nommé, dès les premières élections municipales de 1789, maire de Contigné, puis, en 1790, administrateur du district et, en 1791, administrateur du département. Il occupe également un emploi au bureau des ponts et chaussées et est chargé spécialement de la création des bataillons de volontaires.
Destitué par un arrêté des représentants du peuple en mission le 6 octobre 1793, il est arrêté et emprisonné jusqu'au 9 thermidor. Il reprend alors ses fonctions, et, le 23 germinal an VI, est élu député de Maine-et-Loire au Conseil des Cinq-Cents.
En 1815, il entre au conseil municipal d'Angers, et, plus tard, en 1833, au Conseil général de Maine-et-Loire.

## Sources
- « François-Augustin Brichet », dans Adolphe Robert et Gaston Cougny, Dictionnaire des parlementaires français, Edgar Bourloton, 1889-1891 [détail de l’édition]